# Vektorfont
Unter einem Vektorfont (von englisch font „Schriftart, Zeichensatz, Font“) wird eine Schriftart verstanden, deren Zeichendarstellungen nicht durch gesetzte oder nicht gesetzte Punkte innerhalb einer rechteckigen Punktmatrix beschrieben werden (wie bei einer Bitmap-Schrift), sondern durch einen (evtl. durchbrochenen) Linienzug. Dieser wird intern dargestellt durch eine Liste der Koordinaten der Anfangs- und Endpunkte der einzelnen Linien innerhalb einer virtuellen Punktmatrix (wobei üblicherweise einer der Eckpunkte dieser Punktmatrix als Koordinatenursprung angenommen wird). Da sich unter Zuhilfenahme zusätzlicher Attribute auch gekrümmte Linien und gefüllte Flächen durch Linienzüge beschreiben lassen, sind durch Vektorfonts prinzipiell alle Formen von Zeichen beschreibbar.
Vektorschriften lassen sich auf einem Vektorgrafik-Bildschirm bzw. einem anderen Vektorgrafik-Ausgabegerät darstellen oder nach Rasterung mittels geeigneter Verfahren auf einem Rastergrafik-Bildschirm bzw. einem Rasterdrucker.
Im Gegensatz zu Bitmap-Schriften sind Vektorfonts beliebig skalierbar, d. h., sie können ohne Qualitätsverlust beliebig vergrößert werden. Unterschreitet allerdings die Auflösung des Ausgabegerätes eine gewisse Grenze, so kommt es zu Darstellungsproblemen, da nicht mehr genügend Pixel für die Darstellung vorhanden sind. Dieses Problem kann mit Hilfe von Hints verzögert  werden, die zusätzlich in die Schriftartdatei eingefügt werden.

## Arten

### Stroke-Font
Bei Stroke-Fonts (stroke font, stroke-based font) werden jeweils die Striche und ihre Stärken definiert („strichbasiert“). Sie wurden schon früh bei Stiftplottern verwendet. Da ihr Speicherbedarf kleiner ist als derjenige der Outline-Fonts, werden sie z. B. für die Beschreibung chinesischer Schriftzeichen eingesetzt. Bei sehr kleinen Auflösungen lässt allerdings die Lesbarkeit nach, bei sehr großen Auflösungen stimmen die Proportionen nicht mehr. METAFONT ist eine Beschreibungssprache für die Stroke-Fonts.

### Outline-Font
Bei Outline-Fonts werden die Umrisse mathematisch beschrieben („umrissbasiert“). Die bekanntesten Formate sind OpenType, TrueType und Typ-1-PostScript.